# Verhnie Sînovîdne
Verhnie Sînovîdne (în ucraineană Верхнє Синьовидне) este o așezare de tip urban din raionul Skole, regiunea Liov, Ucraina. În afara localității principale, mai cuprinde și satele Dubîna și Mejîbrodî.

## Demografie
Componența lingvistică a așezării de tip urban Verhnie Sînovîdne
     Ucraineană (99,27%)
     Alte limbi (0,74%)
Conform recensământului din 2001, majoritatea populației așezării de tip urban Verhnie Sînovîdne era vorbitoare de ucraineană (99,27%), existând în minoritate și vorbitori de alte limbi.